# Campionat d'Espanya de motocròs 1983
La temporada de 1983 del Campionat d'Espanya de motocròs fou la 25a edició d'aquest campionat, organitzat per la Reial Federació Motociclista Espanyola. El calendari oficial constava de 15 proves puntuables, celebrades entre el 6 de març i el 6 de novembre. 6 de les proves programades es disputaren als Països Catalans: 3 en la categoria de 125cc i 3 en la de 250cc.
Aquell any, la RFME passà a permetre per primer cop la participació dels pilots a totes tres categories (fins aleshores, només ho podien fer en dues com a màxim).

## Classificació final

### 125cc
| Posició | Pilot               | Motocicleta | Punts |
| ------- | ------------------- | ----------- | ----- |
| 1       | Toni Elías          | Derbi       | 167   |
| 2       | Jordi Elías         | Yamaha      | 158   |
| 3       | Toni Arcarons       | Honda       | 104   |
| 4       | Juan José Barragán  | Gilera      | 98    |
| 5       | Pablo Colomina      | KTM         | 95    |
| 6       | Juan Otero          | Gilera      | 73    |
| 7       | Fernando Muñoz      | Yamaha      | 58    |
| 8       | Luis López          | Anvian      | 49    |
| 9       | Francisco Fernández | ?           | 46    |
| 10      | Manuel Jorge        | ?           | 41    |

### 250cc
| Posició | Pilot              | Motocicleta | Punts |
| ------- | ------------------ | ----------- | ----- |
| 1       | Toni Arcarons      | Honda       | 172   |
| 2       | Pablo Colomina     | KTM         | 127   |
| 3       | Toni Elías         | Derbi       | 115   |
| 4       | Juan José Barragán | KTM         | 71    |
| 5       | Juan Otero         | Suzuki      | 65    |
| 6       | Fernando Muñoz     | Yamaha      | 50    |
| 7       | Domingo Zabala     | ?           | 47    |
| 8       | Carles Mas         | Honda       | 42    |
| 9       | Jordi Elías        | Yamaha      | 38    |
| 10      | Àlex Llobet        | Derbi?      | 38    |

### 500cc
| Posició | Pilot             | Motocicleta | Punts |
| ------- | ----------------- | ----------- | ----- |
| 1       | Pablo Colomina    | KTM         | ?     |
| 2       | Carles Mas        | Honda       | ?     |
| 3       | José Luis Mendoza | Husqvarna?  | ?     |
| 4       | ?                 | ?           | ?     |
| 5       | ?                 | ?           | ?     |
| 6       | ?                 | ?           | ?     |
| 7       | ?                 | ?           | ?     |
| 8       | ?                 | ?           | ?     |
| 9       | ?                 | ?           | ?     |
| 10      | ?                 | ?           | ?     |

## Categories inferiors

### Trofeu Sènior 250cc
| Posició | Pilot            | Motocicleta | Punts |
| ------- | ---------------- | ----------- | ----- |
| 1       | Juan Fco. Fumadó | Husqvarna   | ?     |
| 2       | ?                | ?           | ?     |
| 3       | ?                | ?           | ?     |

### Trofeu Sènior 80cc
| Posició | Pilot           | Motocicleta | Punts |
| ------- | --------------- | ----------- | ----- |
| 1       | Juan José Bravo | Puch        | 310   |
| 2       | Toni Mates      | Derbi       | 251   |
| 3       | Pedro Pérez     | Rieju       | 174   |

### Copa Júnior 250cc
| Posició | Pilot         | Motocicleta | Punts |
| ------- | ------------- | ----------- | ----- |
| 1       | Julián Zabala | KTM         | ?     |
| 2       | ?             | ?           | ?     |
| 3       | ?             | ?           | ?     |